# Amblyderus owyhee
Amblyderus owyhee es una especie de coleóptero de la familia Anthicidae.

## Distribución geográfica
Habita en Idaho (Estados Unidos).